# Johannes de Klerk
Johannes „Jan“ de Klerk (22. července 1903, Burgersdorp, Kapsko – 24. ledna 1979, Krugersdorp, Jihoafrická republika) byl jihoafrický politik.
Po dvacet let (1955–1975) byl senátorem jihoafrického parlamentu, přičemž byl několikrát ministrem, např. práce, vnitra či školství. Od roku 1969 se stal předsedou horní komory parlamentu. Díky této funkci se v dubnu 1975 po odstoupení prezidenta Jacoba J. Fouchého stal na devět dní dočasným prezidentem země.
Byl otcem posledního státního prezidenta Jihoafrické republiky Frederika Willema de Klerka.